# WONDERFUL JOURNEY
| 専門評論家によるレビュー            | 専門評論家によるレビュー |
| レビュー・スコア                    | レビュー・スコア         |
| 出典                                | 評価                     |
| ----------------------------------- | ------------------------ |
| 『Rolling Stone Japan』（南波一海） | [ 2 ]                    |

「WONDERFUL JOURNEY」（ワンダフル・ジャーニー）は、さくら学院の4枚目のシングル。2012年9月5日にUNIVERSAL Jから発売された。

## 概要
表題曲の『WONDERFUL JOURNEY』は、「賢くなれるシリーズ」第4弾の曲で、世界の国を学ぶことがテーマとなっている。この楽曲の歌詞を制作するにあたってさくら学院のメンバー12名がそれぞれ興味のある国について調べて発表している様子が『さくら学院SUN! –まとめ–』に収められている。杉本のエクアドル、堀内のフランス、菊地のコスタリカについての発表が歌詞に採用されている。メンバーの飯田來麗と当時のコスタリカ大統領のラウラ・チンチージャの名が同一であり、それが歌詞にも反映されている。そのため、飯田が2014年3月にグループを卒業して以降、フルで披露される事はなくなっていたが、2018年9月に行われた「さくら学院☆2018 〜放課後アンソロジー 紅葉のワンダフル・ナイト〜」において、歌詞を変えて再び披露された｡

## 収録曲

### 通常盤

#### CD
1. WONDERFUL JOURNEY
作詞・作曲：藤本記子、編曲：飯田高広・福富雅之
2. マシュマロ色の君と
作詞・作曲・編曲：cAnON.
3. WONDERFUL JOURNEY（Instrumental）
4. マシュマロ色の君と（Instrumental）

### 初回限定盤A

#### CD
1. WONDERFUL JOURNEY
2. Song for smiling
作詞・作曲：Agree2、編曲：古川貴浩
小学館『ちゃお』付録DVD『ちゃおちゃおTV!』エンディングテーマ
3. WONDERFUL JOURNEY（Instrumental）
4. Song for smiling（Instrumental）

#### DVD
1. WONDERFUL JOURNEY（Music Video）

### 初回限定盤B

#### CD
1. WONDERFUL JOURNEY
2. Song for smiling
3. WONDERFUL JOURNEY（Instrumental）
4. Song for smiling（Instrumental）

#### DVD
1. Song for smiling（『TOKYO IDOL FESTIVAL 2012』08.04@HOT STAGE LIVE映像）